# Тигролъв
Тигролъвът (известен и като тигон или тигрон) е хибрид между мъжки тигър (Panthera tigris) и женски лъв (Panthera leo).  На дължина тигонът достига до 2,2 – 2,5 m, а на тегло до 180 – 200 кг.
По малката големина на тигрицата сравнена с тази на лъва означава, че някои или всички малки могат да бъдат мъртвородени или преждевременно (няма достатачно пространство в утробата за тях, за да могат да се развият по-нататък). Преждевременното раждане може да води до здравни проблеми при тези, които оцеляват.
Наблюдаван е случай, когато тигон е бил плодовит, което се смята рядкост при хибридите. Този хибрид е по-рядък от лигъра, може би защото мъжките тигри често пропускат сигналите подавани от лъвицата изразяващи нейната готовност за бракосачетаване, въпреки че лъвиците активно молят за копулация.